# Isaac Delahaye
Isaac Delahaye (n. 9 ianuarie 1982, Ypres, Belgia) este fostul chitarist al formației din Țările de Jos, Death metal, God Dethroned. După ce a părăsit acest grup în anul 2004, el a devenit component Epica în prima parte a anului 2009, predecesorul său fiind Ad Sluijter.